# Naar de bollen

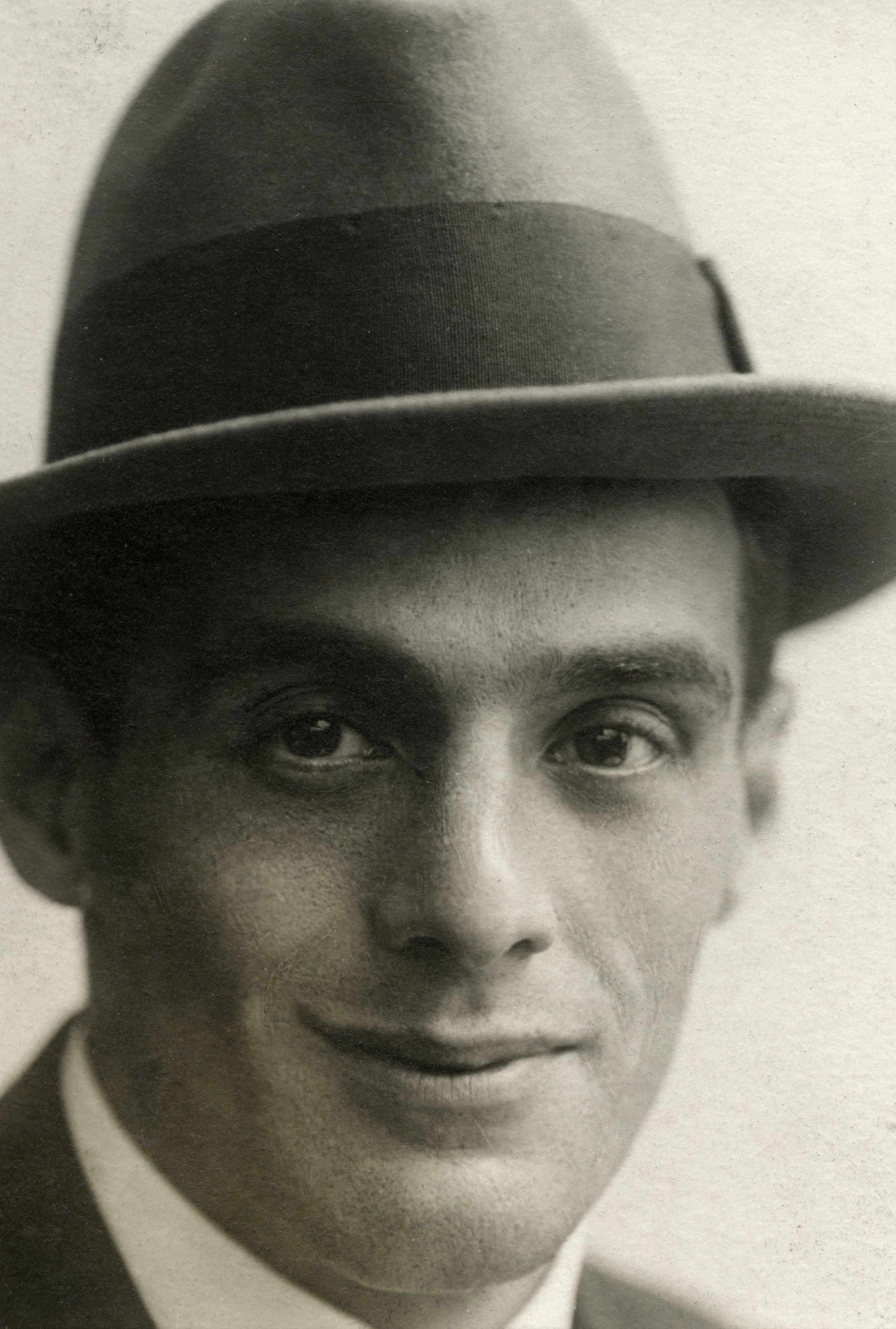
Louis Davids

Naar de bollen is een lied uit 1936 uitgevoerd en gecomponeerd door Louis Davids met een tekst van Jacques van Tol. 
Het lied bezingt het jaarlijkse uitstapje naar de bollenvelden (die magge we niet missen) bij Hillegom dat niet zonder ergernissen en ander leed passeert. Het contrast tussen het aanzien van de fraaie velden (die heerlijke bollen, die zie je maar een keer per jaar) en de wrijvingen die zich afspelen tussen het bollenvelden-bezoekende gezin, gaf de tekst een zeker cabaretesk karakter. Het lied geldt als een van de bekende nummers van Davids.
Volgens sommigen is het het oudste Nederlandstalige bluesnummer.